# بيت مذكور (الطويلة)

تعديل مصدري - تعديل

بيت مذكور هي إحدى قرى عزلة بني الخياط بمديرية الطويلة التابعة لمحافظة المحويت، بلغ تعداد سكانها 377 نسمة حسب تعداد اليمن لعام 2004.